# يون أنتونيسكو
يون أنتونيسكو (بالرومانية:Ion Antonescu) هو رجل دولة روماني (1882-1946م). كان قائداً بارعاً. تعلم الفنون العسكرية في فرنسا، وحارب في الجيش الروماني خلال الحرب العالمية الأولى، وخدم بعدها كملحق عسكري في لندن، ثم عُيّٓن عام 1937 قائداً عاماً للجيش الروماني في عهد الملك كارول. و لكنه لم يكن يحب كارول، فقاد انتفاضة ضباط ضده لكنها فشلت، فسجن. وعُيِّن عام 1940 رئيساً لوزراء رومانيا حيث حالف بلاده مع ألمانيا النازية عندما كان في هذا المنصب وهذا ما أعطاه القوة لقيادة ثورة هادئة فعالة ضد الملك كارول الذي خُلع عن العرش وقُبل ميخائيل، ابن كارول، في مكانه.
أرسل أنتونيسكو الجيش الروماني ضد الاتحاد السوفيتي على الجبهة الشرقية، وحوكم بعد الحرب كعميل للعدو، ثم أُعدم.

## روابط خارجية
- يون أنتونيسكو على موقع الموسوعة البريطانية (الإنجليزية)
- يون أنتونيسكو على موقع مونزينجر (الألمانية)
- يون أنتونيسكو على موقع إن إن دي بي (الإنجليزية)